# 舍力镇
舍力镇，是中华人民共和国吉林省白城市大安市下辖的一个乡镇级行政单位。

## 行政区划
舍力镇下辖以下地区：
新华村、民强村、民富村、民合村、民众村、民主村、民权村、民发村、民有村、民新村、洮东村、东升村、庆功村、庆华村、庆丰村、庆新村、庆生村、庆有村、庆和村和庆民村。